# Светски дан резервне копије
Светски дан резервне копије (енгл. World Backup Day) је датум који се сваке године обележава индустрија резервних копија и технолошка индустрија широм света. Истиче важност заштите података и заштите система и рачунара.
Светски дан резервне копије почео је објавом на Reddit-у где је корисник писао о губитку свог чврстог диска и пожелео да их је неко подсетио колико је важно направити резервну копију података. Кампању је покренуо Исмаил Јадун 2011. године и сваке године новинске куће пишу чланке о важности прављења резервних копија података на Светски дан резервне копије.

## Обележавање
Сваке године 31. марта компаније твитују и имају подкасте о важности прављења резервних копија података како би се спречио губитак података. На веб страници WorldBackupDay.com људи се могу заклети на десет језика на различитим каналима друштвених медија о важности прављења резервних копија својих података. Светски дан резервне копије је признат као национални празник .